# Ragnar Lundberg

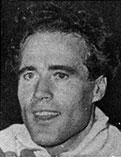
Porträt von Ragnar Lindberg (ca. 1950)

Ragnar „Ragge“ Torsten Lundberg (* 22. September 1924 in Madesjö; † 10. Juli 2011) war ein schwedischer Leichtathlet, der elfmal schwedischer Meister im Stabhochsprung und viermal schwedischer Meister im 110-Meter-Hürdenlauf war.

## Karriere
Bei den Olympischen Spielen 1948 in London wurde er mit 4,10 Meter Fünfter im Stabhochsprung, war aber hinter dem Finnen Erkki Kataja auf Platz 2 und dem Norweger Erling Kaas auf Platz 4 nur drittbester Europäer. Zwei Jahre später bei den Europameisterschaften 1950 in Brüssel belegte er in 14,7 Sekunden zuerst den zweiten Platz im Hürdenlauf hinter dem Franzozen André-Jacques Marie. Zwei Tage später gewann er den Titel im Stabhochsprung mit 4,30 Meter vor den beiden Finnen Valto Olenius und Jukka Piironen mit jeweils 4,25 Meter.
In Helsinki bei den Olympischen Spielen 1952 in Helsinki sprang er 4,40 Meter und gewann Bronze hinter den US-Amerikanern Bob Richards und Don Laz. Bei den Europameisterschaften 1954 in Bern sprang er wie der finnische Sieger Eeles Landström 4,40 Meter, erhielt aber nur Silber. Bei den Olympischen Spielen 1956 in Melbourne belegte Lundberg mit 4,25 Meter den fünften Platz, in Stockholm bei den Europameisterschaften 1958 wurde er mit 4,20 Meter noch einmal Zehnter.
1952 stellte er mit 4,44 Meter einen Europarekord auf. Seine Bestleistung erzielte er mit 4,46 Meter. Während seiner Karriere betrug sein Wettkampfgewicht 73 kg bei einer Körpergröße von 1,81 m.